# Кавинский, Ромуальд Владимирович
Ромуальд Владимирович Кавинский (латыш. Romualds Kavinskis; 1928, Краслава, Латвия — 2006) — председатель колхоза «Красный Октябрь» Прейльского района Латвийской ССР, Герой Социалистического Труда (1971).

## Биография
Родился в 1928 году в Краславе, Латвия. По национальности — латыш. Получил неоконченное высшее образование.
С 1949 года по 1950 год был учителем в Варкавской семилетней школы. С 1950 года по 1953 год работал директором Саласской, а затем и Приекульской семилетней школы. С 1953 года по 1955 год работал учителем в Приекульской семилетней школе. С 1955 года и до выхода на пенсию был председателем колхоза «Красный Октябрь» (Прейльский район, Латвийская ССР). Член КПСС с 1957 года.
25 мая 1967 года «за высокие достижения в развитии сельскохозяйственного производства и выполнении планов заготовок продуктов сельского хозяйства, проведении мелиоративных работ, за разработку и внедрение научных исследований в сельскохозяйственное производство» колхоз, которым руководил Ромуальд Кавинский, был награждён орденом Трудового Красного Знамени.
Указом Президиума Верховного Совета СССР от 8 апреля 1971 года «за выдающиеся успехи, достигнутые в развитии сельскохозяйственного производства и выполнении пятилетнего плана продажи государству продуктов земледелия и животноводства», Ромуальду Владимировичу Кавинскому было присвоено звание Героя Социалистического Труда с вручением ордена Ленина и золотой медали «Серп и Молот».
Избирался депутатом Верховного Совета Латвийской ССР 10-го созыва (1980—1985), депутатом Верховного Совета СССР 11-го созыва (1984—1989), депутатом Прейльского районного Совета и членом бюро Прейльского районного комитета Компартии Латвии.
Проживал в Прейльском крае (Латвия).
Скончался в феврале 2006 года. Похоронен на городском кладбище в Даугавпилсе.

## Награды
- Медаль «Серп и молот» (8 апреля 1971 — № 16125)[1];
- Орден Ленина (8 апреля 1971 — № 403013)[1];
- Орден Октябрьской Революции (27 декабря 1976)[1];
- Два ордена Трудового Красного Знамени (15 февраля 1958 и 23 июня 1966)[1];
- ряд других медалей[1];
- Заслуженный работник сельского хозяйства Латвийской ССР[1].